# Allison Moorer
Pour les articles homonymes, voir Moorer.
Allison Moorer (née le 21 juin 1972) est une chanteuse américaine de country alternative et la plus jeune sœur de la chanteuse Shelby Lynne. Elle signa chez MCA Nashville en 1998 et fit sa première entrée au classement U.S. Billboard country après la sortie de son premier single "A Soft Place to Fall".

## Discographie

### Albums studio
| Année                                        | Détails                                                 | Meilleures positions | Meilleures positions | Meilleures positions |
| Année                                        | Détails                                                 | US Country           | US Heat              | US Indie             |
| -------------------------------------------- | ------------------------------------------------------- | -------------------- | -------------------- | -------------------- |
| 1998                                         | Alabama Song - Label: MCA Nashville                     | 68                   | —                    | —                    |
| 2000                                         | The Hardest Part - Label: MCA Nashville                 | 26                   | 26                   | —                    |
| 2002                                         | Miss Fortune - Label: Universal South                   | 35                   | 34                   | —                    |
| 2003                                         | Show - Label: Universal South                           | 49                   | —                    | —                    |
| 2004                                         | The Duel - Label: Sugar Hill Records                    | 55                   | —                    | 41                   |
| 2006                                         | Getting Somewhere - Label: Sugar Hill Records           | —                    | —                    | —                    |
| 2008                                         | Mockingbird - Label: New Line Records                   | —                    | 18                   | 44                   |
| 2010                                         | Crows - Label: Rykodisc                                 | —                    | 18                   | —                    |
| 2015                                         | Down To Believing - Label: E1 Music / Proper Records    | 26                   | 8                    | 36                   |
| 2017                                         | Not Dark Yet (with shelby Lynne) - Label: Thirty Tigers | 39                   | -                    | -                    |
| 2019                                         | Blood - Label: Thrity Tigers                            | -                    | -                    | -                    |
| 2022                                         | Wish For You (EP) - Label:                              | -                    | -                    | -                    |
| "—" signifie que l'album ne s'est pas classé |                                                         |                      |                      |                      |

### Compilations
| Année | Détails                                           |
| ----- | ------------------------------------------------- |
| 2005  | The Definitive Collection - Label: MCA Nashville  |
| 2008  | The Ultimate Collection - Label: Humphead Records |

### Singles
| Année                                                                                 | Single                             | Meilleures positions | Meilleures positions | Album             |
| Année                                                                                 | Single                             | US Country           | CAN Country          | Album             |
| ------------------------------------------------------------------------------------- | ---------------------------------- | -------------------- | -------------------- | ----------------- |
| 1998                                                                                  | "A Soft Place to Fall"             | 73                   | —                    | Alabama Song      |
| 1998                                                                                  | "Set You Free"                     | 72                   | —                    | Alabama Song      |
| 1998                                                                                  | "Alabama Song"                     | —                    | 73                   | Alabama Song      |
| 1999                                                                                  | "Pardon Me"                        | —                    | —                    | Alabama Song      |
| 2000                                                                                  | "Send Down an Angel"               | 66                   | *                    | The Hardest Part  |
| 2001                                                                                  | "Think It Over"                    | 57                   | *                    | The Hardest Part  |
| 2002                                                                                  | "Tumbling Down"                    | —                    | *                    | Miss Fortune      |
| 2002                                                                                  | "Cold in California"               | —                    | *                    | Miss Fortune      |
| 2003                                                                                  | "Going Down" (avec Shelby Lynne)   | —                    | *                    | Show              |
| 2004                                                                                  | "All Aboard"                       | —                    | —                    | The Duel          |
| 2006                                                                                  | "Fairweather"                      | —                    | —                    | Getting Somewhere |
| 2007                                                                                  | "I Want a Little Sugar in My Bowl" | —                    | —                    | Mockingbird       |
| 2008                                                                                  | "Dancing Barefoot"                 | —                    | —                    | Mockingbird       |
| 2009                                                                                  | "The Broken Girl"                  | —                    | —                    | Crows             |
| 2010                                                                                  | "Just Another Fool"                | —                    | —                    | Crows             |
| "—" signifie que le titre ne s'est pas classé * signifie que sa position est inconnue |                                    |                      |                      |                   |